# Niko Gießelmann
Niko Gießelmann (ur. 26 września 1991 w Hanowerze) – niemiecki piłkarz występujący na pozycji obrońcy w niemieckim klubie Union Berlin. Wychowanek TSV Godshorn, w trakcie swojej kariery grał także w takich zespołach, jak Hannover 96 II, Greuther Fürthg oraz Fortuna Düsseldorf.